# Equipo de Copa Davis de Checoslovaquia
El equipo de Copa Davis de Checoslovaquia compitió entre 1921 y 1992, ganando el torneo una vez, en 1980. Desde 1993, las naciones compitieron como:
- Equipo de Copa Davis de la República Checa
- Equipo de Copa Davis de Eslovaquia